# 1827 aux États-Unis
Pour des articles plus généraux, voir Chronologie des États-Unis et 1827.
Chronologie des États-Unis
- 1823
- 1824
- 1825
- 1826
- 1827
- 1828
- 1829
- 1830
- 1831

Cette page concerne des événements d'actualité qui se sont produits durant l'année 1827 du calendrier grégorien aux États-Unis.

## Gouvernement
- Président : John Quincy Adams (National-Républicain)
- Vice-président : John Caldwell Calhoun (Républicain-Démocrate)
- Secrétaire d'État : Henry Clay (National-Républicain)
- Chambre des représentants - Président :  John W. Taylor (Républicain-Démocrate) jusqu'au 4 mars puis Andrew Stevenson Démocrate à partir du 3 décembre.

## Événements

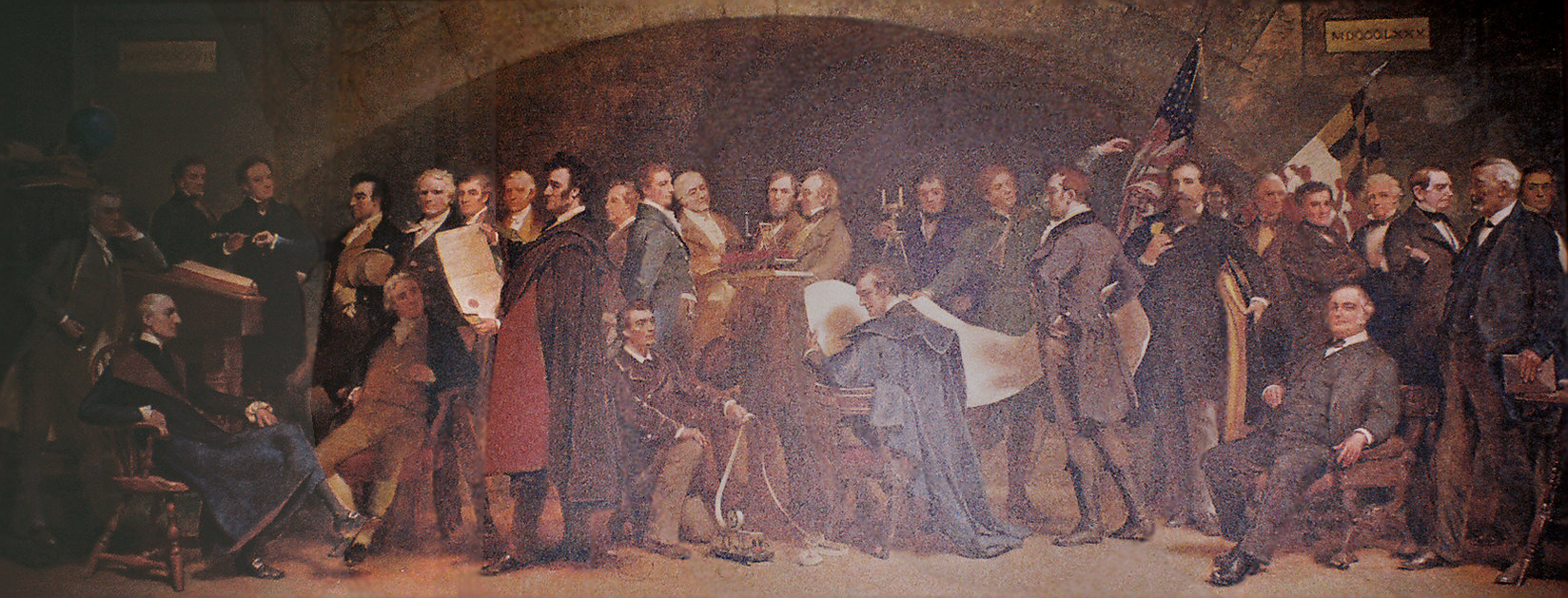
Les fondateurs de la société Baltimore and Ohio Railroad de 1827 à 1880, par Francis Blackwell Mayer.

- 28 février : création de la société Baltimore and Ohio Railroad, première ligne de chemin de fer des États-Unis.

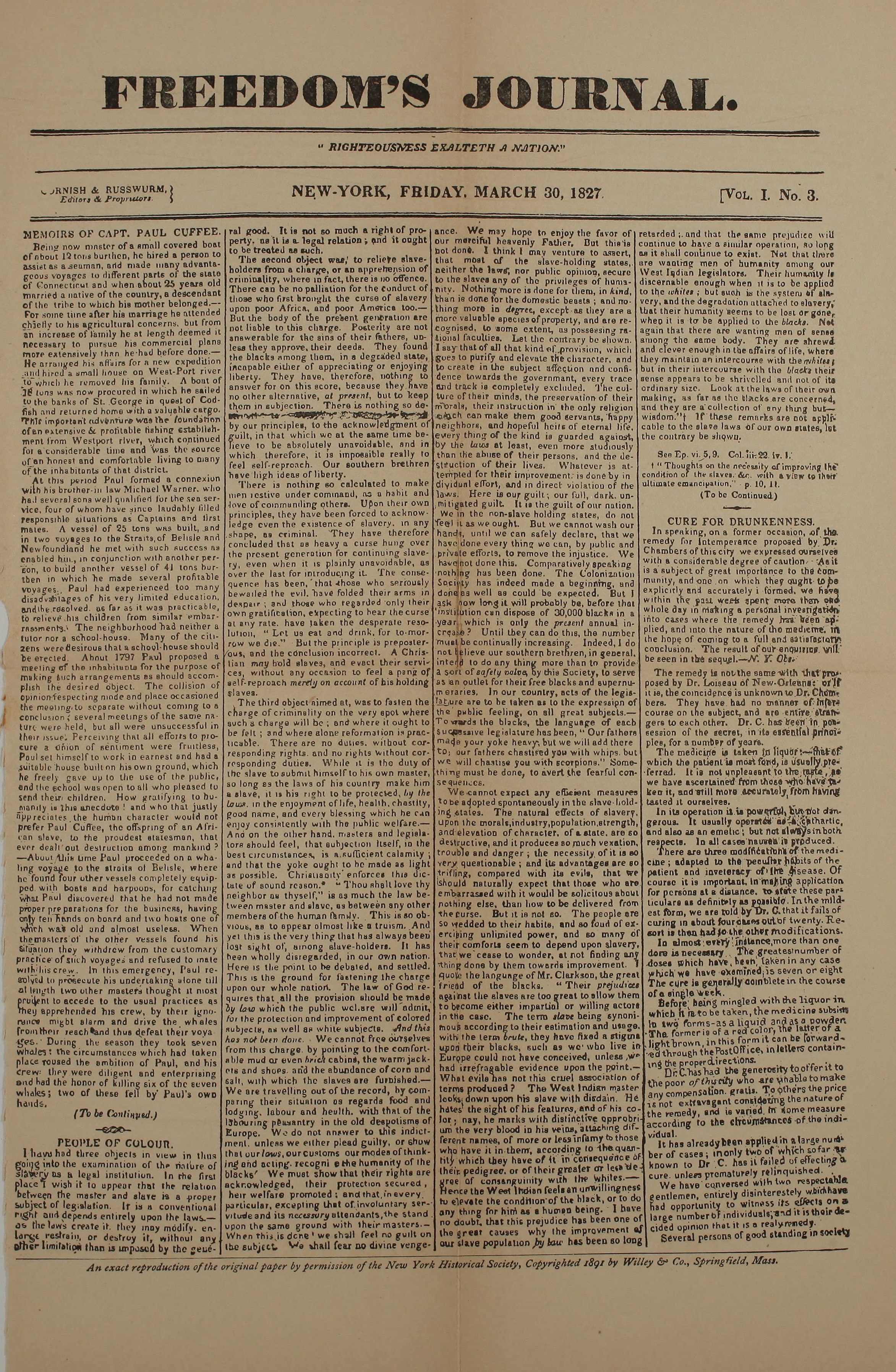
Copie du Freedom's Journal du 23 mars 1827.

- 16 mars : Freedom's Journal, première publication noire aux États-Unis.
- 21 mai : Le Parti démocrate du Maryland est fondé par des partisans d’Andrew Jackson à Baltimore et tient sa première réunion au Baltimore Atheneum.
- 14 juillet, Royaume d'Hawaï : création du diocèse catholique de Honolulu.
- 6 août : traité de commerce américano-britannique. Extension de l’accord commercial de 1818 et confirmation de la possession commune de l’Oregon.
- 3 septembre : le chef des Ho-Chunk, Red Bird, se rend aux autorités américaines, mettant fin à la révolte des  Winnebagos.
- 15 novembre : nouvel accord territorial avec les Creeks, qui cèdent le reste de leurs terres du sud-est des États-Unis et de Géorgie.
- Davy Crockett est élu au Congrès des États-Unis.
- Une trentaine de périodiques protestants dénonce le caractère malfaisant du « papisme » aux États-Unis.
- Les Cherokees constituent un gouvernement, adoptent une constitution et se déclarent indépendants. La Cour suprême des États-Unis reconnaît ce gouvernement mais déclare les Cherokees sous tutelle.

#### Articles généraux
- Histoire des États-Unis de 1776 à 1865
- Évolution territoriale des États-Unis